# Pjotr Klimoek
Pjotr Iljitsj Klimoek (Russisch: Пётр Ильич Климу́к) (oblast Brest, 10 juli 1942) is een Russisch voormalig ruimtevaarder. Klimoek’s eerste ruimtevlucht was Sojoez 13 en begon op 18 december 1973. Doel van deze missie was het uittesten van apparatuur voor Saljoet ruimtestations. 
In totaal heeft Klimoek drie ruimtevluchten op zijn naam staan. In 1982 ging hij als astronaut met pensioen. Klimoek ontving meerdere onderscheidingen en titels, waaronder 2x Held van de Sovjet-Unie, Staatsprijs van de Sovjet-Unie en 3x de Leninorde. 